# NGC 3079
NGC 3079 é uma galáxia espiral localizada a cerca de cinquenta e três milhões de anos-luz (aproximadamente 16,24 megaparsecs) de distância na direção da constelação de Ursa Maior. Possui uma magnitude aparente de 10,8, uma declinação de +55º 40' 54" e uma ascensão reta de 10 horas,  01 minutos e 57,3 segundos.